# Echinoteuthis danae
Echinoteuthis danae is een inktvissensoort uit de familie van de Mastigoteuthidae. De wetenschappelijke naam van de soort werd  voor het eerst geldig gepubliceerd in 1933 door Joubin.